# Tibet-Primel
Die Tibet-Primel (Primula florindae) ist eine Pflanzenart aus der Familie der Primelgewächse (Primulaceae). Sie ist in Tibet beheimatet und wird als Zierpflanze verwendet.

## Beschreibung

### Erscheinungsbild und Laubblatt
Die Tibet-Primel ist eine ausdauernde krautige Pflanze mit Wuchshöhen von 30 bis 120 Zentimeter.
Die in einer grundständigen Rosette zusammen stehenden Laubblätter sind in Blattstiel und Blattspreite gegliedert. Der Blattstiel weist eine Länge von 3 bis 30 Zentimeter auf. Die dünne papierartige, kahle Blattspreite ist mit einer Länge von 3 bis 15 (bis 20) Zentimeter und einer Breite von 4 bis 11 (bis 15) Zentimeter breit eiförmig-länglich bis elliptisch und am Spreitengrund herzförmig. Die Blattoberseite ist kahl und die Blattunterseite ist spärlich winzig, drüsig behaart. Der Spreitenrand ist wasserabscheidend gezähnt und die Spreitenspitze zeigt sich abgerundet.

### Generative Merkmale
Die Blütezeit reicht von Juni bis Juli. Der kräftige, 30 bis 120 Zentimeter lange Blütenstandsschaft ist kahl oder gelegentlich im oberen Bereich geringfügig mehlig. Der doldige Blütenstand enthält 15 bis 30 (10 bis 80) Blüten und mit einer Länge von 1 bis 3 Zentimeter breit lanzettliche bis längliche, oft gezähnte Tragblätter, die an ihrer Basis höckerig sind. Die mehr oder weniger gelb mehligen Blütenstiele sind 2 bis 10 Zentimeter lang.
Die zwittrigen Blüten sind radiärsymmetrisch und fünfzählig mit doppelter Blütenhülle. Die fünf 8 bis 10 Millimeter langen Kelchblätter sind bis etwa zwei Drittel ihrer Länge glockenförmig verwachsen und reichlich gelb mehlig; die Kelchzähne sind dreieckig mit scharfer Spitze. Die 1,7 bis 2,5 Zentimeter große Krone ist gelb gefärbt und wird beim Trocknen (also bei Herbarbelegen) oft grün. Der 1 bis 2 Zentimeter breite Kronsaum besitzt verkehrt-eiförmige-längliche bis breit verkehrt-eiförmige, leicht ausgerandete Kronlappen. Die Blüten sind heterostyl: entweder ist die Kronenröhre etwas länger als der Kelch, die Staubblätter entspringen etwa 2,5 Millimeter oberhalb der Basis der Kronröhre und der Griffel ist etwa so lang oder etwas länger als die Kronröhre oder die Kronröhre ist etwa doppelt so lang wie der Kelch, die Staubblätter entspringen dem obersten Bereich der Kronröhre und der Griffel ist etwa 1,5 mm lang.
Die zylindrische Kapselfrucht ist etwas länger als der Kelch. Die Früchte reifen zwischen Juli und August.
Die Chromosomenzahl beträgt 2n = 22.

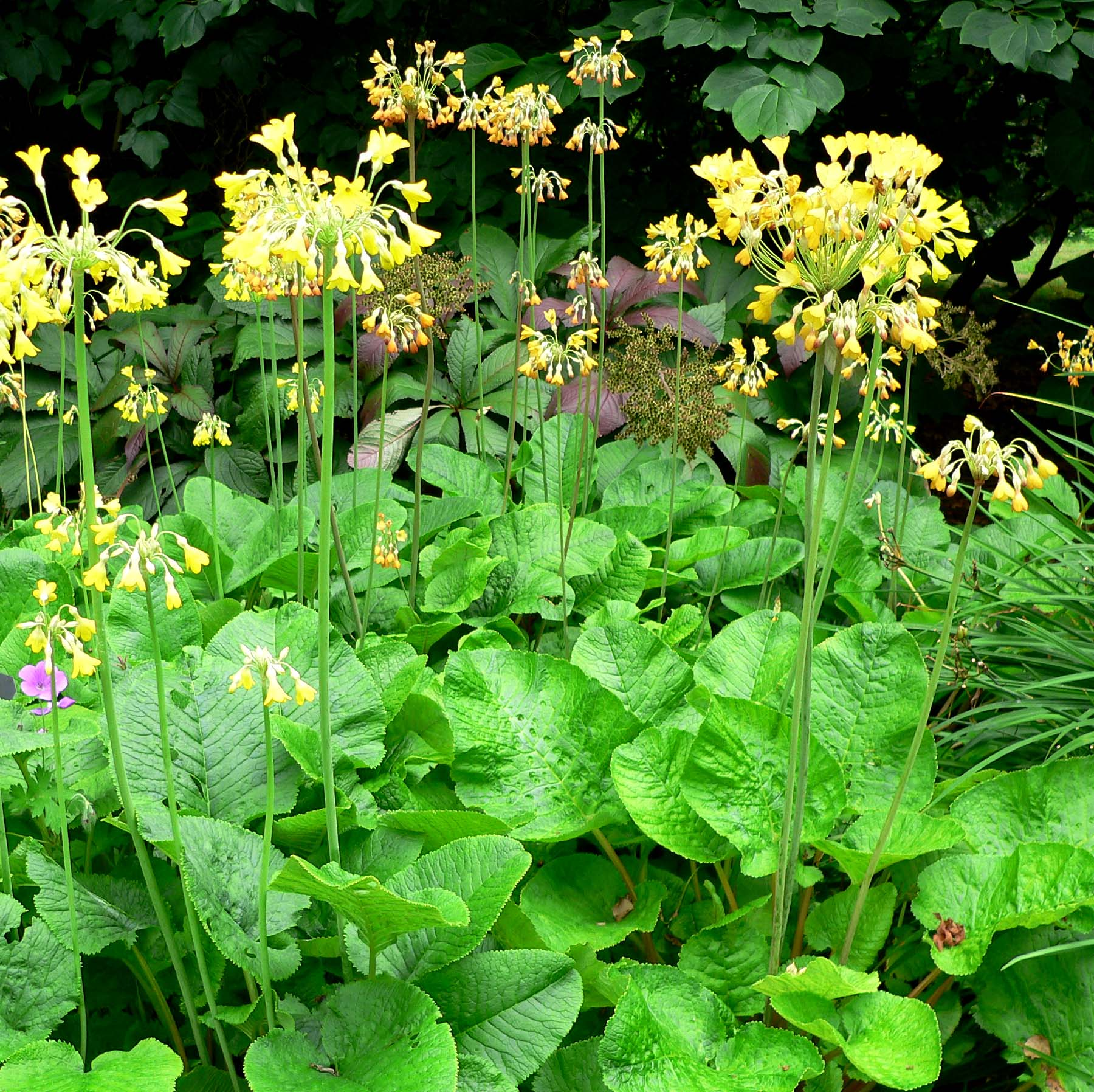
Bestand der Tibet-Primel (Primula florindae)

## Verbreitung
Die Tibet-Primel stammt aus dem östlichen Tibet. Sie wächst dort in Höhenlagen zwischen 2600 und 4000 Meter und besiedelt nasse Areale wie Flussufer, Sumpfränder und nasse Fichten-Wälder.

## Systematik
Die Erstbeschreibung von Primula florindae erfolgte 1926 durch Kingdon-Ward in Notes from the Royal Botanic Garden, Edinburgh, Volume 15, 72, S. 84–85. Primula florindae gehört zur Sektion Sikkimensis in der Untergattung Aleuritia innerhalb der Gattung Primula.

## Verwendung
Die Tibet-Primel wird als Zierpflanze verwendet.